# ピーリッサール島
ピーリッサール島（エストニア語:Piirissaar）はエストニアとロシアの間にあるペイプシ湖（チュード湖）に浮かぶ島である。エストニアのタルトゥ県に属している。面積は7.8km²でこの湖の島としては最も大きい。
島の名前はエストニア語で「国境の島」（Piir:境界+saar:島、すなわち「ピーリッサール島」という表記は厳密には重複表現になる）。その名の通り島のすぐ東の湖上をロシアとの国境線が走っている。エストニア側対岸のエマユギ川河口からは15kmほど離れている。
この島に最初に定住した人々は、大北方戦争の時代にモスクワ総主教ニーコンによる奉神礼改革や徴兵などから逃れてロシアからやって来た古儀式派のグループである。現在も島民の殆どがこの教派に属している。
1944年2月にはドイツ空軍の攻撃を受けて大きな被害を出している。
島にはピーリ、サーレ、トーニという村があり、この3村でピーリッサーレ（Piirissaare vald）というヴァルド（vald、日本の町・村に相当する基礎自治体単位）を構成している。人口は1970年には約700人であったが、2006年の調査では86人とかなりの過疎化が進んでいる。島民の多くは漁業やタマネギの栽培を営む。島への交通手段はエマユギ川沿いの都市タルトゥからの船便である。
1991年よりEUのナチュラ2000プログラムの一環として自然保護区に指定されている。一帯にフェン、泥炭地などの湿地、草地と混合林があり、タカネカモジゴケ、Hamatocaulis vernicosusなどのコケ植物が生え、ヨーロッパオオナマズ、ホワイトフィッシュなどの魚類およびオジロワシ、コシギ、クロライチョウなどの鳥類が生息している。ピーリッサール島を含むペイプシ湖西岸の一部は1997年にラムサール条約登録地となった。